# Glebovka (raziezd)
|  | Per a altres significats, vegeu «Glebovka». |

Glebovka - Глебовка (rus) és un poble (un raziezd) de l'óblast de Penza, a Rússia. El 2010 tenia 20 habitants.